# Säffle (stad)
Säffle is de hoofdstad van de gemeente Säffle in het landschap Värmland en de provincie Värmlands län in Zweden. De stad heeft 9156 inwoners (2005) en een oppervlakte van 728 hectare.
De stad ligt op de plek waar de rivier Byälven in het Dalbosjön stroomt. Het Dalbosjön is zelf een randmeer van het Vänermeer.
De naam Säffle zal veel Nederlandse detectivelezers bekend voorkomen. Een van de romans van Sjöwall & Wahlöö met "Martin Beck" heet: De verschrikkelijke man uit Säffle, naar een vermoorde politie-inspecteur die ervandaan komt.
Industriestad Säffle staat bekend als de laatste plaats in Zweden die stadsrechten verkreeg en als zevende in Värmland, in 1951.

## Verkeer en vervoer
Bij de plaats lopen de E45 en Länsväg 175.
De plaats heeft een station aan de spoorlijn Göteborg - Kil.